# 2721 Всехсвятський
2721 Всехсвятський (2721 Vsekhsvyatskij) — астероїд головного поясу, відкритий 22 вересня 1973 року.
Тіссеранів параметр щодо Юпітера — 3,159.
Названий на честь радянського астронома Всехсвятського Сергія Костянтиновича